# Olympische Winterspiele 1972/Teilnehmer (Finnland)
| Gelbes Symbol für Goldmedaillen mit stilisierten Olympischen Ringen | Graues Symbol für Silbermedaillen mit stilisierten Olympischen Ringen | Braundes Symbol für Bronzemedaillen mit stilisierten Olympischen Ringen |
| ------------------------------------------------------------------- | --------------------------------------------------------------------- | ----------------------------------------------------------------------- |
| —                                                                   | 4                                                                     | 1                                                                       |

Finnland nahm an den Olympischen Winterspielen 1972 im japanischen Sapporo mit einer Delegation von 50 Athleten, 43 Männer und sieben Frauen, teil.
Seit 1924 war es die zehnte Teilnahme Finnlands an Olympischen Winterspielen.

## Flaggenträger
Der Langläufer Juha Mieto trug die Flagge Finnlands während der Eröffnungsfeier im Makomanai-Stadion.

## Medaillen
Mit vier gewonnenen Silber- und einer Bronzemedaille belegte das finnische Team Platz 15 im Medaillenspiegel.

### Silber
- Heikki Ikola, Mauri Röppänen, Esko Saira und Juhani Suutarinen: Biathlon, Männer, 4 × 7,5-km-Staffel
- Marjatta Kajosmaa: Ski Nordisch, Frauen, 5 km
- Marjatta Kajosmaa, Hilkka Riihivuori und Helena Takalo: Ski Nordisch, Frauen, 3 × 5-km-Staffel
- Rauno Miettinen: Ski Nordisch, Nordische Kombination

### Bronze
- Marjatta Kajosmaa: Ski Nordisch, Frauen, 10 km

## Teilnehmer nach Sportarten

### Biathlon
Herren:
- Heikki Ikola
Staffel (4 × 7,5 km):  – 1:54:37,25 h
- Mauri Röppänen
Einzel (20 km): 27. Platz – 1:23:45,88 h; 7 Fehler
Staffel (4 × 7,5 km):  – 1:54:37,25 h
- Esko Saira
Einzel (20 km): 6. Platz – 1:17:34,80 h; 5 Fehler
Staffel (4 × 7,5 km):  – 1:54:37,25 h
- Juhani Suutarinen
Einzel (20 km): 30. Platz – 1:24:25,99 h; 10 Fehler
Staffel (4 × 7,5 km):  – 1:54:37,25 h
- Yrjö Salpakari
Einzel (20 km): 5. Platz – 1:16:51,43 h; 2 Fehler

### Eishockey
Herren: 5. Platz
| - Heikki Järn - Matti Keinonen - Veli-Pekka Ketola - Ilpo Koskela - Seppo Lindström - Harri Linnonmaa - Pekka Marjamäki - Lauri Mononen - Matti Murto - Lasse Oksanen | - Esa Peltonen - Jorma Peltonen - Juha Rantasila - Seppo Repo - Heikki Riihiranta - Juhani Tamminen - Timo Turunen - Jorma Valtonen - Jorma Vehmanen |

### Eisschnelllauf
| Damen: - Arja Kantola 500 m: 16. Platz – 46,12 s 1000 m: 21. Platz – 1:35,45 min 3000 m: 21. Platz – 5:30,88 min - Tuula Vilkas 500 m: 24. Platz – 46,85 s 1000 m: 11. Platz – 1:33,51 min 1500 m: 16. Platz – 2:27,09 min 3000 m: 7. Platz – 5:05,92 min | Herren: - Seppo Hänninen 500 m: 5. Platz – 40,12 s 1500 m: 28. Platz – 2:14,52 min - Kimmo Koskinen 1500 m: 10. Platz – 2:08,18 min 5000 m: 11. Platz – 7:45,15 min 10.000 m: 7. Platz – 15:38,87 min - Leo Linkovesi 500 m: 6. Platz – 40,14 s 1500 m: 34. Platz – 2:16,86 min - Jouko Salakka 500 m: 27. Platz – 42,81 s 1500 m: 17. Platz – 2:10,22 min 5000 m: 18. Platz – 7:57,42 min 10.000 m: 19. Platz – 16:35,64 min |

### Ski Nordisch

#### Langlauf
| Damen: - Marjatta Kajosmaa 5 km: – 17:05,50 min 10 km: – 34:56,45 min 3 × 5 km Staffel: – 49:19,37 min - Helena Kivioja-Takalo 5 km: 9. Platz – 17:21,39 min 10 km: 5. Platz – 35:06,34 min 3 × 5 km Staffel: – 49:19,37 min - Hilkka Riihivuori-Kuntola 5 km: 5. Platz – 17:11,67 min 10 km: 8. Platz – 35:36,71 min 3 × 5 km Staffel: – 49:19,37 min - Marjatta Muttilainen-Olkkonen 10 km: 22. Platz – 36:46,40 min - Senja Pusula 5 km: 25. Platz – 17:59,93 min | Herren: - Teuvo Hatunen 30 km: 22. Platz – 1:42:27,18 h 50 km: 32. Platz – 3:00:41,72 h - Osmo Karjalainen 15 km: 10. Platz – 46:27,51 min 30 km: DNF 4 × 10 km Staffel: 5. Platz – 2:07:50,19 h - Raimo Lehtinen 30 km: DNF - Manne Liimatainen 15 km: 35. Platz – 48:59,90 min - Eero Mäntyranta 30 km: 19. Platz – 1:41:40,51 h 50 km: DNF - Juha Mieto 15 km: 4. Platz – 46:02,74 min 4 × 10 km Staffel: 5. Platz – 2:07:50,19 h - Kalevi Oikarainen 50 km Staffel: DNF - Juhani Repo 15 km: 23. Platz – 47:56,16 min 4 × 10 km Staffel: 5. Platz – 2:07:50,19 h - Hannu Taipale 50 km: 12. Platz – 2:48:24,83 h 4 × 10 km Staffel: 5. Platz – 2:07:50,19 h |

#### Skispringen
- Rauno Miettinen
Normalschanze: 17. Platz – 212,0 Punkte
Großschanze: 32. Platz – 170,7 Punkte
- Tauno Käyhkö
Normalschanze: 18. Platz – 211,8 Punkte
Großschanze: 4. Platz – 219,2 Punkte
- Esko Rautionaho
Normalschanze: 45. Platz – 187,7 Punkte
Großschanze: 9. Platz – 205,8 Punkte
- Kari Ylianttila
Normalschanze: 25. Platz – 206,6 Punkte
Großschanze: 13. Platz – 197,4 Punkte

#### Nordische Kombination
- Erkki Kilpinen
Einzel (Normalschanze/15 km): 4. Platz
- Jukka Kuvaja
Einzel (Normalschanze/15 km): 27. Platz
- Rauno Miettinen
Einzel (Normalschanze/15 km):

## Weblink
- Finnische Olympiamannschaft 1972 in der Datenbank von Sports-Reference (englisch; archiviert vom Original)